# Geoffroy Petit
Pour les articles homonymes, voir Petit.
Geoffroy Petit, né le 14 septembre 1890 à Beaucourt-sur-l'Hallue (Somme) et mort le 22 février 1926 à Vélizy-Villacoublay (Yvelines), est un aviateur français, pilote de guerre durant la Première Guerre mondiale et pilote d'essai après-guerre.

## Biographie
Il est engagé volontaire au 1er régiment du génie en 1908.

## Distinctions
- Croix de guerre 1914–1918.
- Médaille militaire (1915)[1].